# Каролина Мария Австрийская
Каролина Мария Австрийская (полное имя: Каролина Мария Иммакулата Жозефа Фердинанда Тереза Леопольдина Антуанетта Франциска Изабелла Луиза Жанурия Кристина Бенедикта Лауренсия Жустилиана Австрийская, принцесса Тосканская; нем. Carolina Maria Immakulata Josepha Ferdinanda Therese Leopoldine Antoinette Franziska Isabella Luise Januaria Christine Benedikta Laurencia Justiniana, Erzherzogin von Österreich, Prinzessin von Toskana, 5 сентября 1869, Альтмюнстер, Верхняя Австрия — 12 мая 1945, Будапешт) — австрийская эрцгерцогиня и принцесса Тосканская, дочь эрцгерцога Карла Сальватора Австрийского и Марии Иммакулаты Бурбон-Сицилийской, в браке — принцесса Саксен-Кобург-Кохари, супруга принца Августа Леопольда.

## Биография
Каролина Мария родилась в семье австрийского эрцгерцога из Тосканской ветви Габсбургов Карла Сальватора и его жены сицилийской принцессы Марии Иммакулаты. Всего в семье было 10 детей. 
30 мая 1894 года в Вене эрцгерцогиня сочеталась браком с принцем Августом Леопольдом Саксен-Кобург-Готским. Он был сыном принца Августа и его супруги Леопольдины Бразильской, младшей дочери императора Педру II. Отец жениха, так же, приходился внуком французскому королю Луи Филиппу, через свою мать, принцессу Клементину. Супруги имели 8 детей:
- Август Клемент (1895—1908);
- Клементина (1897—1975) — вышла замуж (1925) за Эдуарда ван Хеллера;
- Мария Каролина (1899—1941);
- Райнер[англ.] (1900—1945) — был убит под Будапештом;
- Филипп[англ.] (1901—1985) — женился на Саре Хелаз;
- Терезия[англ.] (1902—1990) — вышла замуж (1930) за Ламорала, барона Таксис-ди-Бордогна;
- Леопольдина (1905—1978);
- Эрнст (1907—1978) — женился (1939) на Ирме Ролл.

## Титулы
- 5 сентября 1869 — 30 мая 1894: Её Императорское и Королевское Высочество Эрцгерцогиня Австрийская, принцесса Венгрии, Чехии и Тосканы;
- 30 мая 1894 – 12 мая 1945: Её Императорское и Королевское Высочество Принцесса Саксен-Кобург-Готская, Эрцгерцогиня Австрийская, принцесса Венгрии, Чехии и Тосканы.